# Большой Горох
Большой Горох — деревня в Тотемском районе Вологодской области.
Входит в состав Калининского сельского поселения, с точки зрения административно-территориального деления — в Усть-Печенгский сельсовет.
Расположена на левом берегу реки Сухона. Расстояние до районного центра Тотьмы по автодороге — 57 км, до центра муниципального образования посёлка Царева по прямой — 15 км. Ближайшие населённые пункты — Осовая, Устье.
По переписи 2002 года население — 58 человек (29 мужчин, 29 женщин). Преобладающая национальность — русские (93 %).